# Сомния
«Со́мния» (англ. Before I Wake; дословно — «Прежде, чем я проснусь») — американский фильм ужасов. Фильм был снят в конце 2013 года, однако его выход задержался, и премьера состоялась лишь 7 апреля 2016 года в США. В России фильм вышел 28 апреля 2016 года.

## Сюжет
После гибели их маленького сына Шона супруги Джесси (Кейт Босуорт) и Марк (Томас Джейн) Хобсон усыновляют мальчика Коди (Джейкоб Трамбле), мать которого давно умерла, одни из предыдущих приёмных родителей исчезли, а в последней приёмной семье сначала умерла мать, а затем сошёл с ума отец.
Вскоре Джесси и Марк понимают, что когда Коди спит, его сны становятся реальностью: Коди любит рассматривать альбомы с бабочками, и в одну из первых ночей они видят в комнате разноцветных бабочек, которые исчезают, когда Коди просыпается. Коди видит на одной из фотографий Шона и спрашивает, кто это. На следующую ночь Шон появляется, и Джесси успевает обнять его до того, как он исчезает при пробуждении Коди. Тогда Джесси показывает Коди семейный видеоархив, где снят Шон, побуждая тем самым Коди в следующую ночь вновь видеть сон про Шона. Марк просит Джесси не использовать Коди таким образом. При этом Коди пытается не спать ночью, говоря Джесси, что когда он спит, к нему часто приходит чудище, Кракмэн, который когда-то съел его маму.
В школе один из мальчиков обижает Коди, разбивая его банку с бабочкой. Не спавший ночью Коди засыпает после урока в пустом классе, куда приходит обидчик. Появляется чудовище из снов Коди и набрасывается на мальчика, поедая его. Учителя решают, что мальчик сбежал из школы.
Чтобы Коди снова видел сон про Шона, Джесси даёт ему снотворное, не зная, что днём Коди преследовал во сне кошмар. Ночью Джесси готовится увидеть Шона, но появляется скелетоподобный Кракмэн. Марк пытается разбудить Коди, но Кракмэн набрасывается на него и проглатывает. Джесси теряет сознание, а утром полиция забирает у неё Коди за незаконное накачивание его снотворным. Коди временно помещают в приют. Тем временем Джесси выкрадывает в службе опеки личное дело Коди и узнаёт о судьбе его предыдущих приёмных родителей. Она говорит с Уиланом, который находится в сумасшедшем доме, и тот рассказывает ей, что чудовище из снов появилось, когда его жена заболела. Джесси также находит в архиве больницы вещи Андреа, умершей матери Коди.
Ночью Джесси приходит в приют, где содержится Коди. Мальчику, который двое суток пытался не спать, сделали инъекцию снотворным. Джесси видит, что стены здания опутаны растениями, а по коридорам летают бабочки. В комнатах она видит призраков, в том числе своего мужа. Когда она подходит к комнате, где спит Коди, на неё выбегает Кракмэн. Но она показывает ему синюю тряпичную бабочку, любимую игрушку Коди в младенчестве, которую она нашла в вещах его матери. Чудовище останавливается, и Джесси обнимает его. Кракмэн уменьшается и принимает облик самого Коди, а потом исчезает. Джесс забирает спящего Коди домой.
В эпилоге Джесс рассказывает Коди о том, что его мать Андреа очень любила его, но заболела раком когда ему было 3 года и умерла. Облик больной матери и название её болезни, рак, преобразовались в сознании Коди в чудовище, Кракмэна, которое приходило, когда ему было плохо. Но Джесси говорит, что Коди может научиться сам управлять своим даром, и может быть в один прекрасный день жена Уилана вернётся к нему, мальчик-хулиган из школы проснётся дома в своей кровати, а Марк встретится со своим сыном Шоном.

## В ролях
| Актёр               | Роль                                |
| ------------------- | ----------------------------------- |
| Кэтрин Кейт Босуорт | Джесси Хобсон                       |
| Томас Джейн         | Марк Хобсон                         |
| Джейкоб Трамбле     | Коди                                |
| Аннабет Гиш         | Натали                              |
| Дэш Майхок          | Уилан предыдущий приемный отец Коди |
| Скотти Томпсон      | Учительница Коди                    |
| Джастин Гордон      | Доктор Теннант                      |
| Антонио Ивэн Ромеро | Шон                                 |
| Кортни Белл         | Андреа мать Коди                    |
| Александр Решетилов | Джейкоб                             |

## Съёмки фильма
Съёмки фильма начались 11 ноября 2013 года, в Фэрхоп, Алабама.12 декабря 2013 года, команда снимала сцену в Академии Бартона. Съемки завершены 16 декабря 2013 года.

## Производство
7 сентября 2013 года, было объявлено, что режиссёр Окулус Майк Флэнеган был поставлен режиссировать фильм ужасов под названием Сомния он написал в соавторстве с Джеффом Ховардом для Intrepid Pictures. Продюсеры будут Тревор Мэйси и Уильям Д. Джонсон. Demarest Films' Сэм Энглбардт будет сопродюсировать и софинансировать фильм с MICA Entertainment. Focus Features International первоначально занималась международными продажами фильма. 4 апреля 2014 года, Relativity Media приобрела права на распространение фильма в США. В марте 2015 года название было изменено на Before I Wake.

## Релиз
4 апреля 2014 года, Relativity Media приобрела права на дистрибуцию фильма. Фильм был первоначально запланирован к выходу на 8 мая 2015 года, но был перенесен на 25 сентября 2015 года, и был снят с запланированного за счет компании в процедуре банкротства. Фильм был вновь запланирован на 8 апреля 2016 года.

## Критика
На сайте Rotten Tomatoes фильм имеет средний рейтинг 60 %, что основано на 30 рецензиях критиков, со средней оценкой 6.3 из 10.
На сайте Metacritic у фильма 68 баллов, на основе 5 отзывов критиков .